# Pourquoi ? (film)
Pour la nouvelle de Robert Silverberg, voir Pourquoi ?.
Pour plus de détails, voir Fiche technique et Distribution.
Pourquoi ? est un film français réalisé par Anouk Bernard en 1976, sorti en 1977.

## Synopsis
Le père de Patrick ne se doute pas que son fils a commencé à se droguer. Le jeune homme entre dans la spirale de la dépendance et du trafic, avant de fuguer. Retrouvé, et malgré les efforts de son père, il rechute et participe à un réseau d'avortement illégal pour pouvoir se payer sa drogue, jusqu'à sombrer dans une dépendance totale. Retrouvé une seconde fois par son père, il suit une difficile cure de désintoxication, mais rechute à nouveau quelque temps après son retour dans la cellule familiale. 

## Fiche technique
- Titre : Pourquoi ?
- Réalisation et scénario : Anouk Bernard
- Photographie : François About
- Cadreur : Thierry Arbogast
- Musique : Anouk Bernard
- Montage : Jean-Pierre Chardon et Hervé de Luze
- Son : Christian Evangelou et Thierry Sabatier
- Sociétés de production : S.U.F. (Société universelle de films)
- Pays d'origine :  France
- Genre : drame
- Durée : 108 minutes
- Date de sortie : France, 16 mars 1977

## Distribution
- Jaime Gomez : Patrick
- Étienne Bierry : Le père
- Simone Landry : La mère
- Luce Fabiole : La grand-mère
- Christine Fabrega : La psychologue
- Jean Négroni : Le médecin
- Gérard Barray : Le pharmacien

### Article annexe
- Psychotrope au cinéma et à la télévision